# Я просто люблю тебя
«Я просто люблю тебя» (яп. ただ、君を愛してる Тада, кими о айситэру) — японская драма 2006 года.

## Сюжет
Макото встретил Сидзуру в первый день учёбы в университете. Они оба пропустили церемонию поступления. Парень увидел странную девушку, которая пыталась пройти через пешеходный переход в надежде, что в этом мире найдется добрый водитель, который пропустит её. Они стали дружить. С самого начала их отношений Сидзуру чувствовала нечто большее к Макото, чем дружбу, но парень этого не замечал. Он научил её фотографировать. Они часто ходили в лес и устраивали фотосессии. Вскоре у Макото появилась девушка. Обиженная Сидзуру не перестает твердить, что когда она вырастет, то станет сногсшибательной женщиной, и вот тогда тот сильно пожалеет об упущенной возможности. А Макото никогда не мог понять, правду она говорит или в очередной раз просто подшучивает над ним. Сидзуру поссорилась с отцом, и Макото предложил пожить у него в доме. Он узнал, что у девушки умерла мать, когда она была совсем маленькой, а недавно скончался брат, так что теперь у Сидзуру остался один отец.
— От чего умер твой брат?
— Он умер от любви…
На свой день рождения Сидзуру попросила Макото о поцелуе для фотографии на конкурс. Это был их первый поцелуй. После этого Сидзуру внезапно исчезла. Парень пытался найти её, но безуспешно. Два года спустя Макото получил от неё письмо с приглашением на выставку своих фотографий в Нью-Йорке. Там он узнал, что Сидзуру давно была больна и умерла от болезни. На выставке Макото обнаружил много фотографий себя самого и большое фото повзрослевшей Сидзуру, которая стала красавицей, как и говорила. Кроме того, он увидел фотографию себя и Сидзуру, целующихся в лесу, с надписью, гласившей, что Макото был её единственной любовью.

## В ролях
| Актёр         | Роль           |
| ------------- | -------------- |
| Аой Миядзаки  | Сидзуру        |
| Хироси Тамаки | Макото         |
| Мунэтака Аоки | Рё Сирохама    |
| Кэйсукэ Коидэ | Кёхэй Сёкигути |
| Мэйса Куроки  |                |
| Юя Огава      |                |
| Асаэ Ониси    | Юка Ягути      |
| Миса Уэхара   | Саки Иноуэ     |